# Yu Fukumoto
Yu Fukumoto (福本 悠 Fukumoto Yu?), född 3 juli 2002 i Mie prefektur, är en japansk fotbollsspelare.
Fukumoto började sin karriär 2020 i Gamba Osaka.